# Maria Henriqueta da Áustria
Maria Henriqueta Ana da Áustria (Budapeste, 23 de agosto de 1836 – Spa, 19 de setembro de 1902) foi a esposa do rei Leopoldo II e Rainha Consorte da Bélgica de 1865 até sua morte. Era filha de José, Palatino da Hungria e Maria Doroteia de Württemberg.

## Família

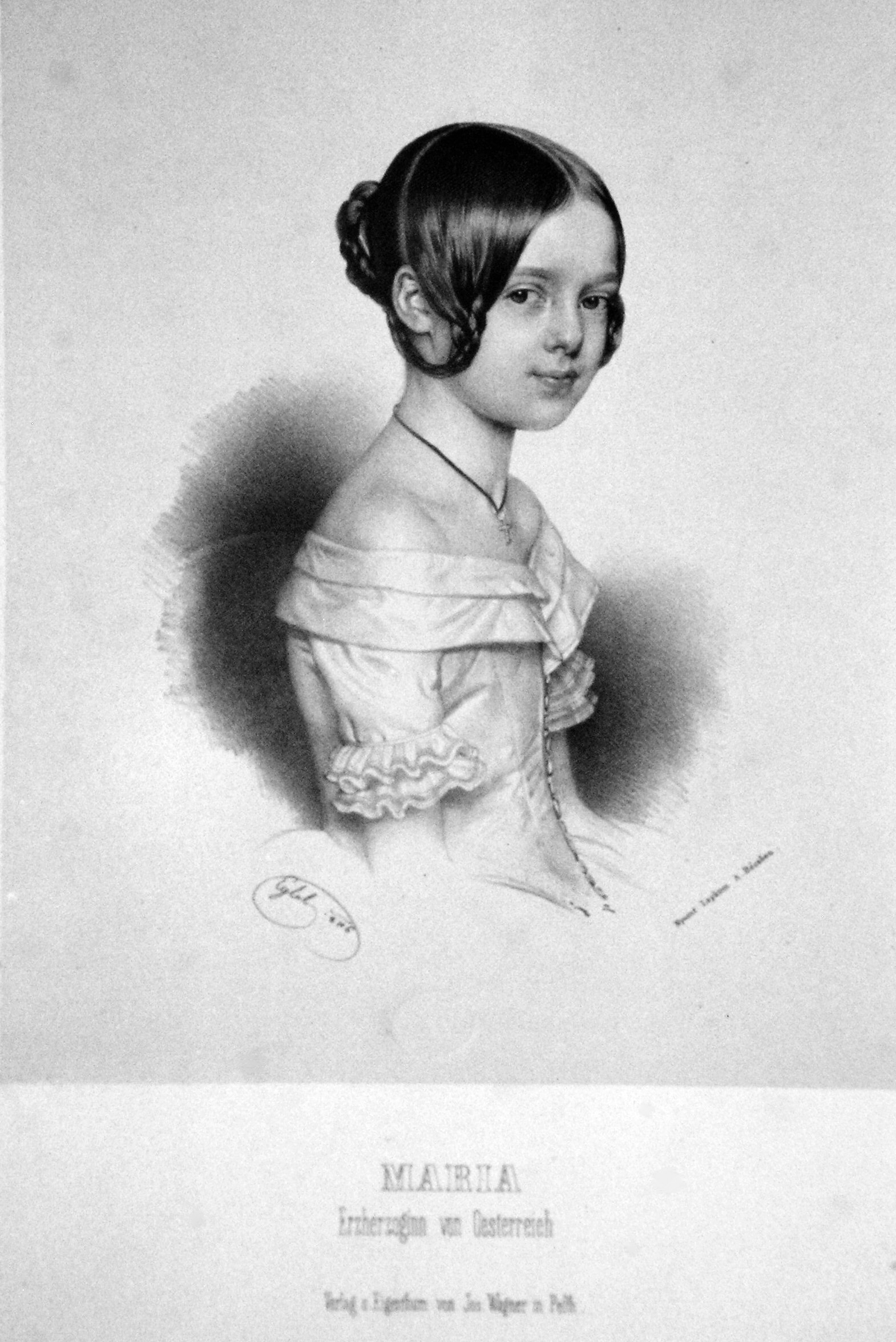
Maria Henriqueta na infância.

Maria Henriqueta era a última filha do arquiduque José Antônio João da Áustria, filho do imperador Leopoldo II, e de sua terceira esposa, Maria Doroteia de Württemberg. Antes de se casar com Maria, o seu pai tinha tido como esposa a grã-duquesa Alexandra Pavlovna da Rússia e depois a princesa Hermínia de Anhalt-Bernburg-Schaumburg-Hoym. Ambas morreram jovens ao dar à luz. Maria Henriqueta tinha três meios-irmãos fruto dos primeiros casamentos do pai: a arquiduquesa Alexandrina da Áustria, filha da grã-duquesa Alexandra, que viveu apenas um dia, e os gémeos Hermínia e Estêvão, filhos da princesa Hermínia.
Era a mais nova de todos os seus irmãos. A sua irmã mais velha, Francisca, morreu com apenas alguns dias de idade e um outro irmão, Alexandre, morreu aos doze anos de idade, um ano antes de Maria nascer. Além destes, era também irmã mais nova da arquiduquesa Isabel Francisca da Áustria, casada com o arquiduque Fernando Carlos da Áustria e depois com o arquiduque Carlos Fernando da Áustria e mãe da rainha Maria Cristina da Áustria e do arquiduque José Carlos da Áustria, casado com a princesa Clotilde de Saxe-Coburgo-Gota.

## Casamento

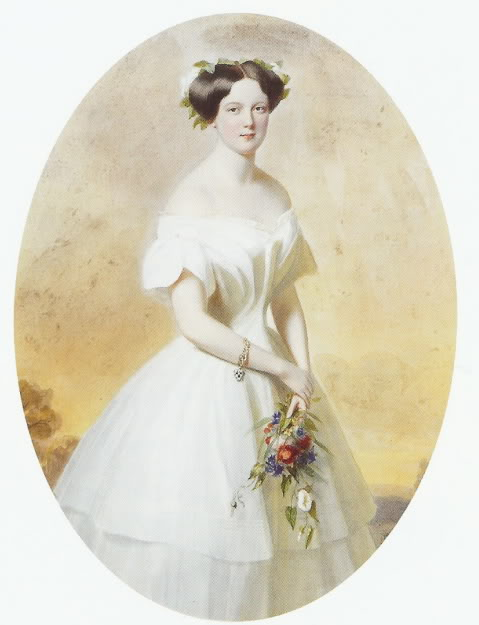
Maria Enriqueta em 1853.

Quando tinha dezesseis anos de idade, Maria Henriqueta casou-se com o príncipe Leopoldo da Bélgica de dezoito, herdeiro do trono, a 22 de agosto de 1853. Leopoldo era o segundo filho ainda vivo do rei Leopoldo I da Bélgica e da sua esposa francesa, a princesa Luísa Maria de Orleães; Maria Henriqueta era cunhada da princesa Carlota da Bélgica, futura imperatriz Carlota do México e, por casamento, prima da rainha Vitória do Reino Unido e da rainha Maria II de Portugal.

O casamento foi arranjado para fortalecer o estatuto da monarquia da Bélgica: uma vez que o rei Leopoldo era um antigo protestante, membro de uma monarquia estabelecida recentemente, queria que o seu filho se casasse com uma católica que pertencesse a uma dinastia mais prestigiada. O nome de Habsburgo era uma das suas características mais importantes.

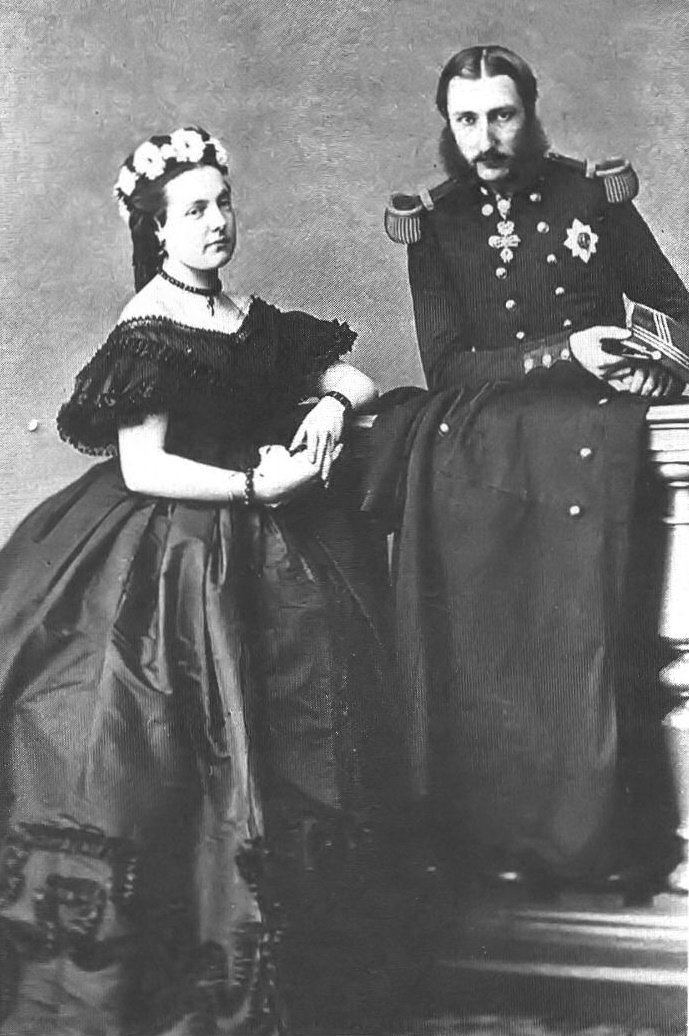
Maria Henriqueta da Áustria e Leopoldo II da Bélgica.

Henriqueta era uma pessoa alegre e energética que se interessava muito por equitação. Pauline de Metternich escreveu que o casamento foi a união entre "um moço de estábulo e uma freira e quando digo freira estou a referir-me ao duque de Brabante". Diz-se que Henriqueta tinha um temperamento muito difícil. O casamento foi infeliz e o casal vivia vidas mais-ou-menos separadas. Tornou-se rainha em 1865. Após a morte do seu filho em 1869, o casal separou-se completamente depois de ter tentado ter outro filho varão. Em vez disso, nasceu a última filha do casal, a princesa Clementina. Maria Henriqueta educou as suas filhas de forma muito rigorosa. O seu interesse principal eram os seus cavalos húngaros. Viveu grande parte da sua vida de forma infeliz e descontente. Em 1895, retirou-se para a cidade de Spa onde passou o resto da sua vida. A sua filha mais nova, Clementina, ocupou o lugar de primeira-dama da corte em Bruxelas desde a morte da mãe até à morte do marido.

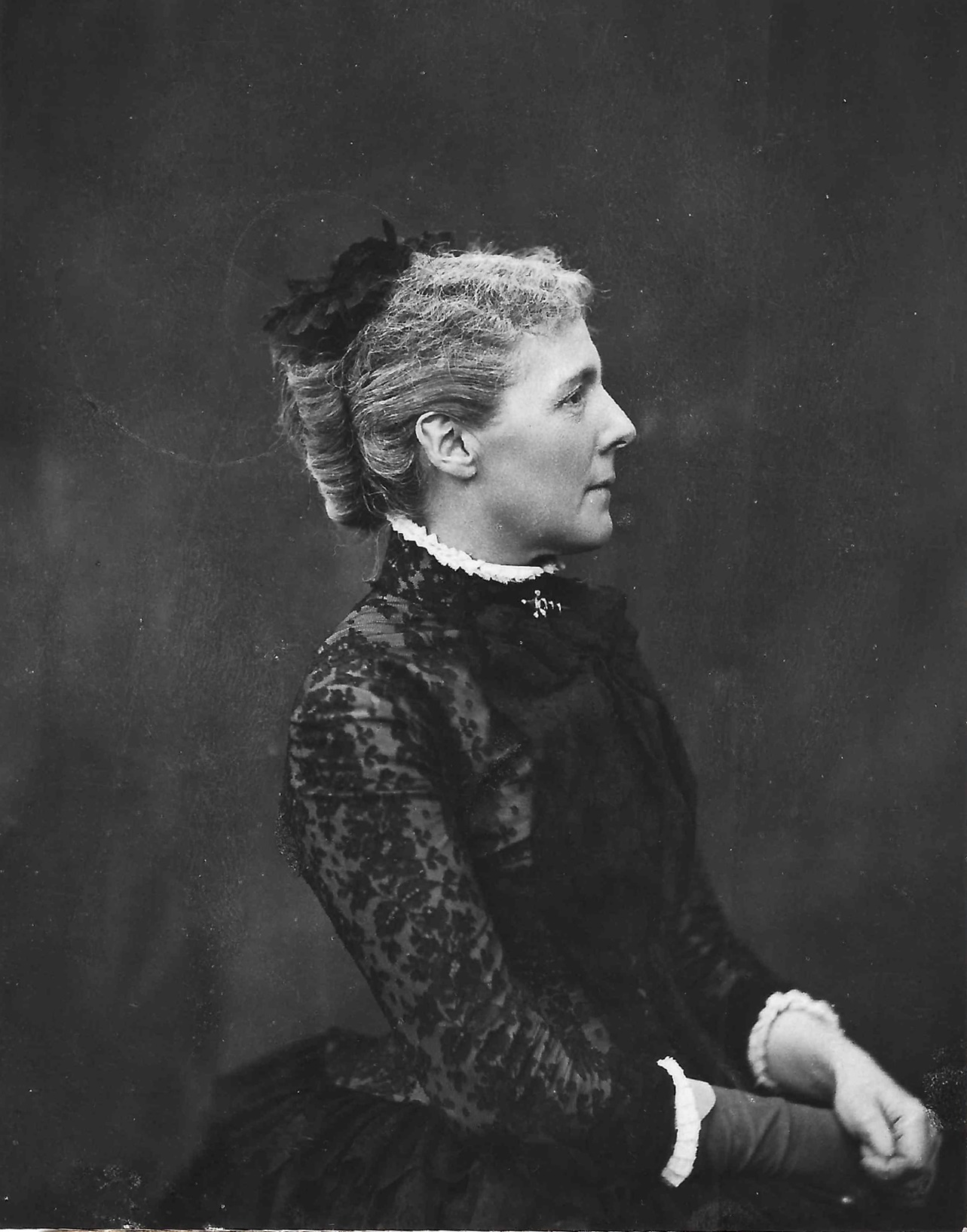
Rainha Marie Henriette dos Belgas (Coleção Gabriel Dorneles)

Maria Henriqueta morreu no Hôtel du Midi em Spa. Foi enterrada na cripta real na Igreja de Nossa de Laeken em Bruxelas. O seu marido acabaria por se casar mais tarde ilegalmente com a sua amante, Caroline Delacroix.

## Descendência

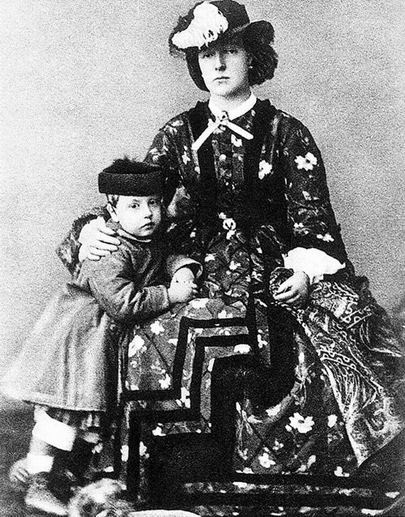
Maria Henriqueta com seu filho Leopoldo.

1. Maria Henriqueta com seu filho Leopoldo.Luísa Maria da Bélgica (18 de fevereiro de 1858 – 1 de março de 1924), casada com o príncipe Fernando Filipe de Saxe-Coburgo-Gota; com descendência.
2. Leopoldo, Duque de Brabante (12 de junho de 1859 – 22 de janeiro de 1869), morreu aos nove anos de idade de pneumonia.
3. Estefânia da Bélgica (21 de maio de 1864 – 23 de agosto de 1945), casada com Rodolfo, Príncipe Herdeiro da Áustria; com descendência. Casada depois com o conde Elemér Lónyay de Nagy-Lónya et Vásáros-Namény.
4. Clementina da Bélgica (30 de julho de 1872 - 8 de março de 1955), casada com o príncipe Vítor Bonaparte; com descendência.